# 鹰潭机务段

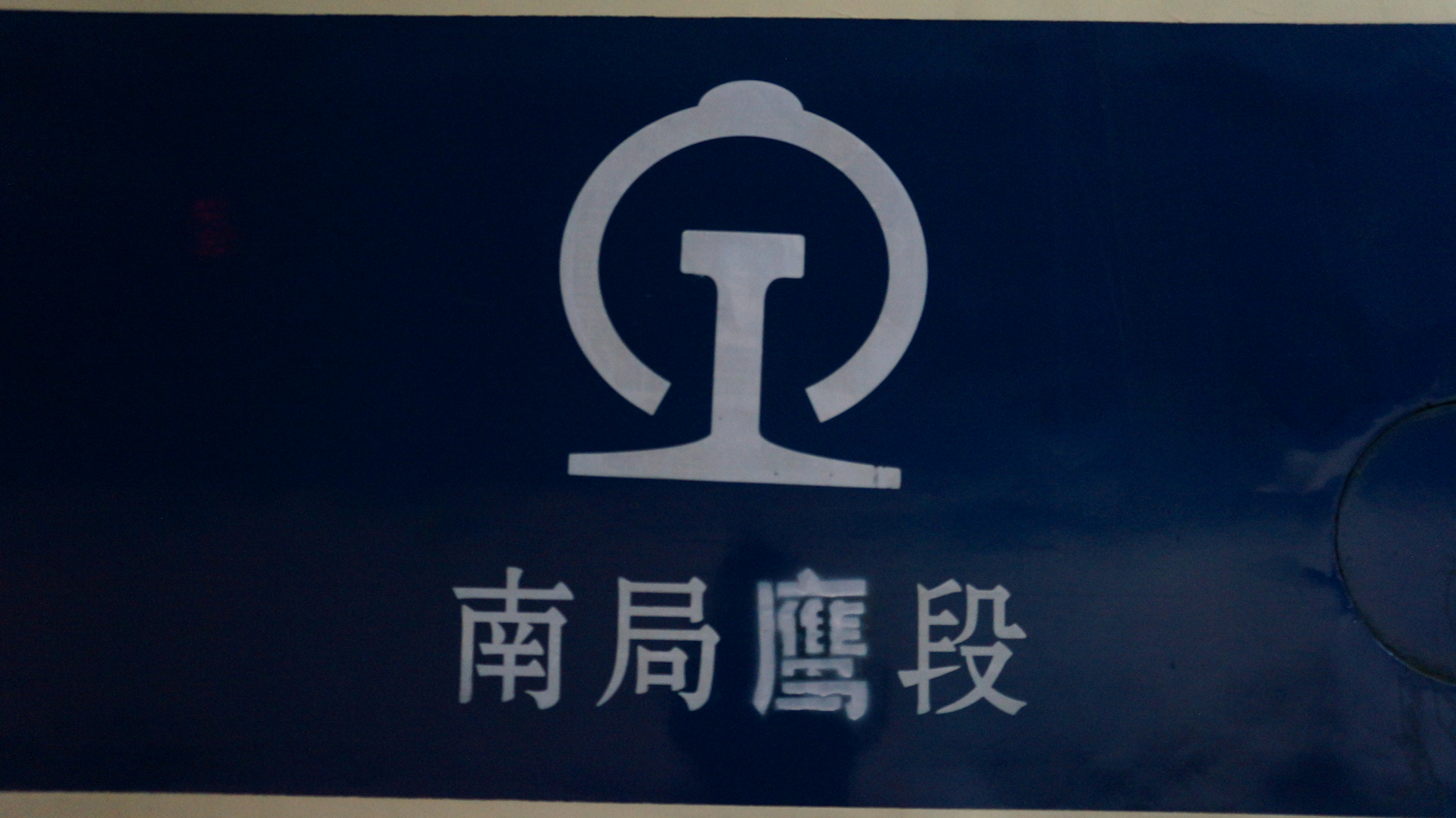
東風11型柴油機車上的鷹潭機務段段標

鹰潭机务段（简称：南局鹰段）是南昌铁路局的一个直属段，总部位于江西省鹰潭市月湖区环城东路142号。截至2024年，鹰潭机务段下设鹰潭客车运用车间、鹰潭货车运用车间、上饶运用车间、景德镇运用车间、新余运用车间、萍乡运用车间共6个运用车间，主要担当沪昆线（金华一株洲）、峰福线（横峰一延平东）、皖赣线（绩溪一贵溪）、京广线（长沙一株洲）、京九线（南昌—赣州）等5条干线和吉衡线、外南线、上饶联络、分茶、上新、乐德等5条支线，担当鹰潭、贵溪、上饶、景德镇、新余、萍乡等24处调机作业。

## 历史
- 2004年12月25日上饶、萍乡和原鹰潭三个机务段合并重组[2]。
- 2006年3月20日18时南昌铁路局鹰潭机务段正式撤销，整体并入向塘机务段[3]。
- 2009年12月向塘机务段上饶运用车间搬迁至鹰潭改名为鹰潭运用二车间[4]。
- 2011年11月决定再次成立鹰潭机务段[5][6]。
- 2011年12月1日成立[7]。

## 机车配属
- 2012年8月配属机车337台：DF4DK、DF4BK、DF4DH、DF4BH、HXD1C、HXD3、SS3、DF5、DF7C[8]。